# Династія Пізня Цінь
Дина́стія Пізня Цінь (спрощ.: 后秦; кит. трад.: 後秦; піньїнь: Hòuqín) — династія, що правила частиною північного Китаю після занепаду династії Рання Цінь. Ця династія керувалася імператорами з роду Яо, першим з яких був Яо Чан. Була повалена у 417 році внаслідок війни з державою Східна Цзінь.

## Історія
Засновником династії став Яо Чан (з тибетського племені цян), який був військовиком за імператора з династії Рання Цінь Фу Цзяні. Після поразки останнього у 383 році від імперії Східна Цзінь Яо Чан деякий час зберігав вірність імператорові, проте вже у 383 році вступив з ним у конфлікт після поразки від мужунів, які заснували династію Пізня Янь. У 384 році було оголошено про утворення держави Пізня Цінь. У 385 році Яо Чан скинув Фу Цзяня, а потім стратив його, а у 386 році оголосив себе імператором. Столицею було зроблено Чан'ань.
Надалі імператори Пізньої Цінь вели постійні війні. У 394 році було знищено державу Рання Цінь, у 403 році — Пізня Лян, у 409 році — Західна Цінь. Проте війни проте держав Північна Вей, Південна Лян та Ся завершилися поразкою.
410-ті роки відзначені внутрішніми негараздами, частими повстаннями, а також запеклою війною із Східною Цзінь. Зрештою Пізня Цзінь у 417 році була підкорена останньою.

## Культура
За правління імператоар Яо Сіна (під впливом ченця Кумарадживи) у державі затвердився буддизм. Зводиться багато храмів, здійснюються численні переклади китайською буддистських текстів.

## Імператори
| Посмертне ім'я                 | Особисте ім'я          | Роки правління | Девіз і роки правління                                          |
| ------------------------------ | ---------------------- | -------------- | --------------------------------------------------------------- |
| У Чжао-ді 武昭帝 Wǔzhāodì      | Яо Чан 姚萇 Yáo Cháng  | 384–393        | - Байцюе (白雀 Báiquè) 384–386 - Цзяньчу (建初 Jiànchū) 386–393 |
| Вень Хуань-ді 文桓帝 Wénhuándì | Яо Сін 姚興 Yáo Xīng   | 393–416        | - Хуанчу (皇初 Huángchū) 394–399 - Хунши (弘始 Hóngshǐ) 399–416 |
| Хоу Чжу 後主 Hòu Zhǔ           | Лю Цзюнь 姚泓 Yáo Hóng | 416–417        | - Юнхе (永和 Yǒnghé) 416–417                                    |